# San Juan de Nieva (Avilés)
San Juan de Nieva (en asturiano y oficialmente, San Xuan) es un lugar de la parroquia asturiana de Laviana, en el concejo de Avilés. Es la única población de la misma, y por lo tanto su capital. Tiene una población de 15 habitantes (sadei 2008).